# Lucky Luciano

Lucky Luciano tại biệt thự ở Roma, 1949

Charles "Lucky" Luciano (24 tháng 11 năm 1897 – 26 tháng 1 năm 1962) là một ông trùm mafia người Mỹ gốc Ý. Ông ta còn là "bố già", kẻ cầm đầu nghiệp đoàn tội phạm quốc gia và là kẻ cầm đầu đường dây buôn ma túy xuyên quốc gia trong thời Chiến tranh thế giới thứ hai.

## Tiểu sử
Lucky Luciano sinh ra với tên Salvatore Lucania tại làng Lercara Friddi, một địa phương cách Corleone 16 dặm (26 km) về phía tây ở Sicilia.

## Hoạt động tội phạm
Lên 10 tuổi, Luciano theo gia đình di cư sang Mỹ. Gia đình ông sống tại một khu phố người Ý ở thành phố New York. Ở tuổi đó cậu đã bắt đầu kiếm tiền bằng việc bắt những đứa trẻ khác trả tiền cho cậu vì đã "bảo vệ chúng".
Trong một cuộc tranh chấp ở tuổi này, Luciano đã gặp Meyer Lansky người cùng độ tuổi sau này đã trở thành cộng sự đắc lực của ông. Ngoài ra Fran Costello và Bugsy Siegel cũng là các nhân tố đầu tiên giúp Luciano tạo lập một vương quốc tội phạm có tổ chức về sau.
Hai người nhanh chóng lôi kéo thêm nhiều đứa trẻ gốc Ý cùng tuổi khác lập nên một băng nhóm nhỏ, để cạnh tranh việc trộm cắp vặt, đánh nhau với các băng nhóm khác.
Năm 1916, Luciano gia nhập "Five Points Gang", băng nhóm mà cảnh sát nghi ngờ là có dính líu tới những vụ sát nhân. Bằng khả năng tổ chức tài tình và khoa học, Luciano đã luôn cố gắng kế hoạch hóa mọi phi vụ phạm pháp. Do đó tổ chức ngày càng bành trướng và mở rộng. Với cộng sự đắc lực Costello lo phần mua chuộc quan chức và cảnh sát, Meyer Lansky - bộ óc tính toán thiên tài, Siegel lạnh lùng trong các cuộc chiến ẩu đả, Luciano đã tạo ra một bộ máy tội phạm sơ khai những năm thế kỷ 20. Cùng với Luật cấm rượu của Hoa Kỳ, tổ chức này giàu lên nhờ buôn bán rượu lậu.

## Hợp tác vớiChính quyền liên bang Hoa Kỳ

### Chiến dịch Thế giới ngầm
Trong Chiến tranh thế giới thứ hai, Chính phủ Hoa Kỳ quan ngại về một số lượng lớn công dân Hoa Kỳ có gốc gác từ Nhật Bản, Italy và Đức. Họ lo sợ rằng những người Hoa Kỳ gốc nước khác này có thể đồng cảm với cuộc chiến của Phe Trục và có thể gây ra mối đe dọa an ninh quốc gia.
Năm 1942, những mối nghi ngại này bắt đầu tập trung vào các hải cảng ở miền Đông sau khi tàu chiến chở binh sĩ Hoa Kỳ SS Normandie (sau này được đổi tên là USS Lafayette) bị cháy và lật khi đang đậu ở cảng của thành phố Manhattan, một hành động mà nhiều người cho rằng là hậu quả của sự trả thù
Hải quân Hoa Kỳ chịu trách nhiệm cuộc điều tra, đã tìm đến Lucky Luciano. Vào thời điểm đó, Luciano đang chịu án tù từ 30-50 năm. Hải quân Hoa Kỳ đưa ra một thỏa thuận giảm án tù để đổi lại sự hỗ trợ và cung cấp thông tin cho chiến dịch điều tra. Luciano đã chấp thuận. Đến nay, tính hiệu quả của chiến dịch mang tên "Chiến dịch Thế giới ngầm" do Hải quân Hoa Kỳ kết hợp với trùm mafia Luciano vẫn là một đề tài gây tranh cãi. Tuy nhiên, cần lưu ý rằng sau năm 1942, không có thêm bất kỳ một tàu nào của Hải quân Hoa Kỳ bị phá hủy và không có bất kỳ cuộc đình công nào của giới công nhân khuân vác trên cảng ở New York.

### Chiến dịch Husky
Khi Chiến tranh thế giới thứ hai diễn ra dữ dội, quân Đồng minh bắt đầu vạch kế hoạch xâm chiếm Italy. Hoa Kỳ đóng vai trò dẫn đầu chiến dịch này và nhanh chóng quyết định rằng đảo Sicilia cần phải bị chiếm đóng trước tiên. Để chuẩn bị cho chiến dịch này, Chính phủ Hoa Kỳ đã tìm đến "các cộng sự cũ": Luciano và Mafia.
Việc sử dụng Luciano có lý vì nhiều lý do. Mafia luôn là cái gai trong mắt Nhà độc tài Italy Benito Mussolini và đã tiến hành chiến dịch trấn áp dã man. Điều quan trọng hơn là Luciano và các cộng sự của hắn có nhiều mối liên hệ tại đảo Sicilia vốn có thể cung cấp cho Hoa Kỳ những thông tin quan trọng và hỗ trợ hậu cần cần thiết cho cuộc xâm chiếm.
Theo báo cáo của Hội đồng tham mưu trưởng liên quân, việc sử dụng các mối liên hệ ở Sicilia là nhiệm vụ trước tiên cho cuộc xâm chiếm. Báo cáo này có đoạn khuyến nghị: "Thiết lập mối liên lạc với thủ lĩnh các nhóm hạt nhân ly khai, các nhóm cực đoan hoạt động mật, và những người lao động bất mãn, mafia và cung cấp cho họ mọi hỗ trợ có thể".
Chính phủ Hoa Kỳ đã yêu cầu các cộng sự mafia cung cấp các bản vẽ và hình ảnh về đường bờ biển và các bến cảng của đảo Sicilia. Những thông tin này được sử dụng để lập kế hoạch đổ bộ của quân Đồng minh vào đêm 9 tháng 7 năm 1943. Một số "cộng sự" ở đảo Sicilia còn chiến đấu cùng với các lực lượng của Hoa Kỳ chống lại Phát xít Ý và Đức quốc Xã. Theo phần lớn ghi chép, Luciano đóng vai trò trong việc thúc đẩy chiến dịch này và thậm chí còn đề nghị đích thân đến Sicilia để hỗ trợ. Sau 38 ngày, Đồng Minh thành công khi đẩy lùi quân Phát xít Ý ra khỏi Sicilia và cuộc chiến chiếm đảo Sicilia đã kết thúc.
Khi Chiến tranh thế giới thứ hai kết thúc vào năm 1945, Luciano vốn vẫn chịu án tù, đã kiến nghị tiểu bang New York khoan hồng cho ông. Luciano cho rằng sự hợp tác của ông ta trong Chiến dịch Thế giới ngầm và Chiến dịch Husky đảm bảo ông ta được thả tự do ngay lập tức. Tháng 1 năm 1946, Thống đốc bang New York khi đó là Thomas Dewey đã cho phép Luciano được hưởng khoan hồng. Tuy nhiên, quyết định này kèm theo việc Luciano không thể ở lại Hoa Kỳ và phải bị trục xuất về quê hương Italy. Dù không muốn, song Luciano đã chấp nhận trở về Italy vào ngày 9 tháng 2 năm 1946. Mặc dù vậy, Lucky Luciano vẫn là một nhân vật khét tiếng trong tổ chức tội phạm mafia ở cả Italy và Hoa Kỳ cho đến khi qua đời năm 1962.